# Fanny Marette
Fanny Marette (...) è un'attrice e scrittrice francese appartenente al movimento di resistenza al nazismo durante la seconda guerra mondiale. È conosciuta per aver raccontato in maniera accorata e ricca di dettagli nel suo libro J'étais le numero 47.177 - Journal d'une comédienne déportée la sua esperienza di internata nel campo di concentramento di Ravensbrück.

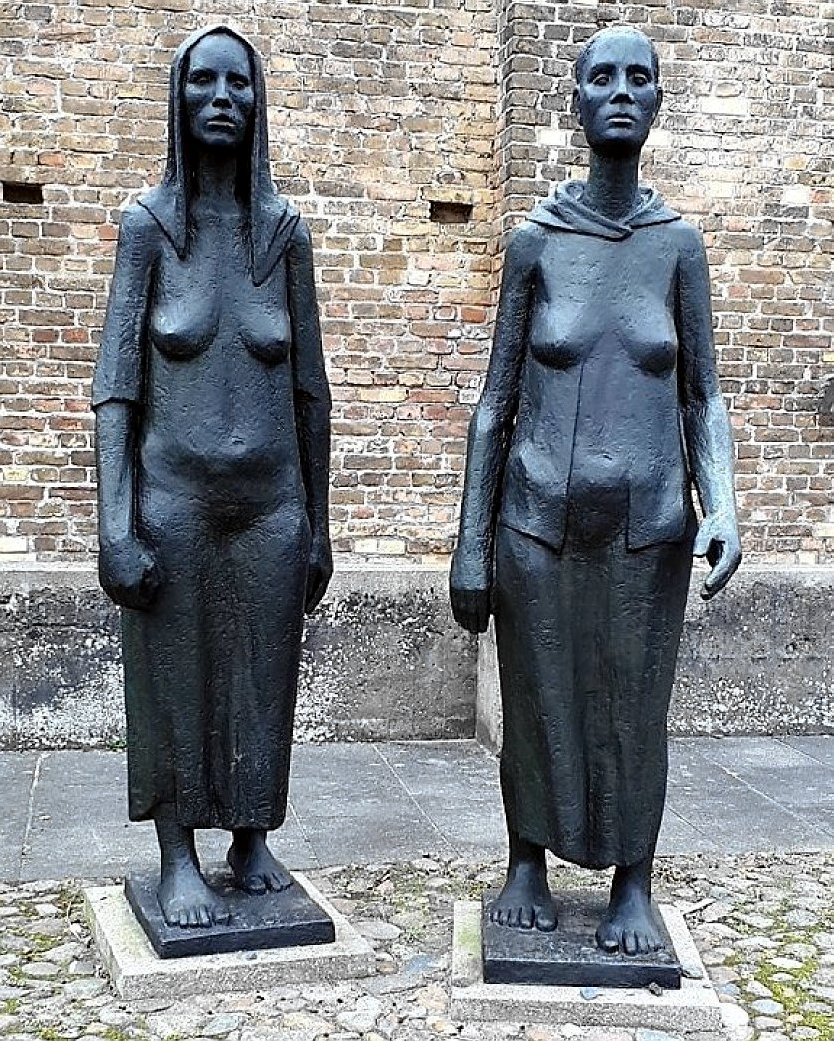
Monumento intitolato "Due donne" di Will Lammert e Fritz Cremer, Muro delle Nazioni, Ravensbrück

Arrestata dalla Gestapo a Parigi, dopo una breve detenzione in carcere, fu avviata assieme al marito Gilbert in Germania. Riuscì poi ad evadere dal lager Ravensbrück durante l'evacuazione del campo al sopraggiungere dell'armata sovietica. 
Scampata in circostanze drammatiche alla camera a gas, dopo un'odissea di settimane - in marcia nel fango della Germania settentrionale e aiutata assieme alle sue più fide compagne di reclusione da alcuni soldati francesi prigionieri di guerra - riuscì fortunosamente a rientrare in Francia e a riabbracciare i suoi cari. 
Pubblicato una prima volta a Parigi nel 1964 dall'editore Robert Laffont, il libro-testimonianza per il quale è conosciuta e ricordata ha avuto successive e molteplici traduzioni e ristampe. 
In Italia è stato pubblicato una prima volta nel 1979 dall'editore ginevrino Ferni con il titolo Ero il numero 47.177 - Dario di un'attrice deportata. Con il titolo Schiave della Gestapo è stato poi ristampato negli anni ottanta e novanta dalle case editrici Fratelli Melita della Spezia e da Libritalia.